# أسامة حسني (لاعب كرة يد)
أسامة حسني (بالإنجليزية: Oussama Hosni)‏ (مواليد 17 سبتمبر 1992) هو لاعب كرة اليد تونسي يلعب لصالح آر كيه يوروفارم بيليستر والمنتخب التونسي.
شارك مع المنتخب التونسي في الألعاب الأولمبية الصيفية 2016 في ريو دي جانيرو، ضمن دورة كرة اليد للرجال.